# Рыженков, Олег Владимирович
Оле́г Влади́мирович Рыженко́в (бел. Алег Уладзіміравіч Рыжанкоў; род. 15 декабря 1967, Найстенъярви, Карельская АССР) — белорусский биатлонист. Заслуженный мастер спорта Республики Беларусь (1996).

## Биография
Занимается биатлоном с 1985 года. Начинал занятия в детской спортивной школе в деревне Веремейки Чериковского района Могилёвской области. Член олимпийской сборной команды Беларуси по биатлону на Олимпиаде в Турине.
В интервью после окончания эстафетной гонки 21 февраля, где белорусская команда заняла 11-е место, Олег Рыженков сообщил о своем решении уйти из большого спорта по окончании XX зимних Олимпийских игр. «Это последняя моя Олимпиада. Конечно, хотелось бы показать на ней высокие результаты, но не сложилось» — сказал спортсмен с сожалением.
Рыженков — рекордсмен Беларуси по количеству медалей, завоеванных на чемпионатах мира (десять): три золотые, две серебряные и пять бронзовых.
Олег Рыженков завершил свою карьеру в большом спорте в 2006, перейдя на должность тренера молодёжной сборной Беларуси по биатлону. Впоследствии он работал в национальной команде Беларуси с мужчинами, затем уезжал в сборную Литвы, где занимал аналогичную должность. Вернувшись в Беларусь, Рыженков возглавил женскую сборную страны. В июне 2023 года оставил пост старшего тренера женской сборной Беларуси по биатлону, уступив его Роману Малухе. Впоследствии получил должность главного тренера национальной сборной Беларуси по биатлону.

## Достижения
- Чемпионаты мира:
  - Золотая медаль, командная гонка — 1996
  - Золотая медаль, командная гонка — 1997
  - Золотая медаль, эстафета — 1999
  - Серебряная медаль, индивидуальная гонка — 1997
  - Серебряная медаль, эстафета — 2001
  - Бронзовая медаль, индивидуальная гонка — 1995
  - Бронзовая медаль, эстафета — 1995
  - Бронзовая медаль, эстафета — 1996
  - Бронзовая медаль, спринт — 1997
  - Бронзовая медаль, эстафета — 2003
- 3 победы на этапах Кубка мира

## Кубок мира
- 1995—1996 — 30-е место
- 1997—1998 — 41-е место
- 1998—1999 — 14-е место
- 1999—2000 — 28-е место
- 2000—2001 — 20-е место
- 2001—2002 — 19-е место
- 2002—2003 — 8-е место
- 2003—2004 — 22-е место
- 2004—2005 — 25-е место
- 2005—2006 — 35-е место

## Личная жизнь
Первым браком был женат на белорусской биатлонистке Наталье Рыженковой, от этого брака сын Олег. Вторым браком был женат на французской биатлонистке Дельфин Бюрле, в этом браке родился сын Егор (род. 2003). Третьим браком в 2009 году женился на дочери тренера Владимира Плаксина — Елене.